# Życie Muzułmańskie
Życie Muzułmańskie – pismo kwartalne, wydawane w Gdańsku w latach 1986–1990 przez Muzułmański Związek Religijny. Jego redaktorem naczelnym był Selim Chazbijewicz. 
Kwartalnik został zamknięty numerem specjalnym poświęconym gminie muzułmańskiej w Gdańsku, w związku z otwarciem meczetu, co było ważnym wydarzeniem dla całej społeczności Tatarów polskich. Pismo nawiązywało tytułem do wydawanego w latach 1935–1939 w Wilnie pisma „Życie Tatarskie”.